# Academia de Poliție (film)
Police Academy este un film de comedie din 1984, regizat de Hugh Wilson, cu Steve Guttenberg, Kim Cattrall și G.W. Bailey în rolurile principale. A încasat aproximativ 146 milioane $ în lumea întreagă și a fost urmat de alte șase filme din franciza Police Academy.

## Distribuție
- Steve Guttenberg – Cadet Carey Mahoney
- Kim Cattrall – Cadet Karen Thompson
- Bubba Smith – Cadet Moses Hightower
- Donovan Scott – Cadet Leslie Barbara
- Michael Winslow – Cadet Larvell Jones
- Andrew Rubin – Cadet George Martin
- David Graf – Cadet Eugene Tackleberry
- Bruce Mahler – Cadet Douglas Fackler
- Marion Ramsey – Cadet Laverne Hooks
- Brant Von Hoffman – Cadet Kyle Blankes
- Scott Thomson – Cadet Chad Copeland
- G.W. Bailey – Lt. Thaddeus Harris
- George Gaynes – Cmndt. Eric Lassard
- Leslie Easterbrook – Sgt. Debbie Callahan
- George R. Robertson – Chief Henry J. Hurst
- Debralee Scott – Mrs. Fackler
- Ted Ross – Captain Reed
- Doug Lennox – Main Bad Guy
- Georgina Spelvin – Hooker
- Don Lake – Mr. Wig

## Coloana sonoră
În 2013 La-La Land Records a lansat un album în ediție limitată a muzicii de film scrise de Robert Folk.
1. Main Title/Night Rounds (1:52)
2. Rounds Resume/Tackleberry (1:10)
3. Barbara (:51)
4. Join Up (1:10)
5. The Academy (1:16)
6. Recruits (1:54)
7. Pussycat/Uniforms (1:56)
8. Assignment (1:20)
9. Formation/Move Out (3:26)
10. Obstacles (2:15)
11. Martin and Company (:46)
12. Ball Games (:27)
13. More Martin (:28)
14. Regrets (1:05)
15. Guns/In Drag (4:01)
16. Warpath (:28)
17. Improvement (1:15)
18. Jam Up (:42)
19. Hightower Drive (1:37)
20. Santa Claus Is Coming to Town - J. Fred Coots și Haven Gillespie (:40)
21. Need to Talk/Hightower Leaves (1:16)
22. Riot Starts (1:25)
23. Riot Gear (2:42)
24. SOB (:32)
25. Match (1:44)
26. Where’s Harris? (2:40)
27. Straighten Up (1:26)
28. Police Academy March (1:06)
29. El Bimbo - Claude Morgan, interpretat de Jean-Marc Dompierre și orchestra sa (1:49)